# Circica
Circica is een geslacht van vlinders van de familie parelmotten (Glyphipterigidae), uit de onderfamilie Glyphipteriginae.

## Soorten
- C. cionophora Meyrick, 1888
- C. xestobela Meyrick, 1888